# Albert Batyrov
Albert Batyrov (Batyrty) (* 2. listopadu 1981) je bývalý ruský zápasník-volnostylař osetské národnosti, který od roku 2005 reprezentoval Bělorusko.

## Sportovní kariéra
Zápasení se věnoval od 6 let. Začínal u trenéra Vladislava Cebojeva a později pokračoval s Vjačeslavem Bagajevem. V širším výběru ruské volnostylařské reprezentace se pohyboval od roku 2002 ve váze do 66 kg. Do užšího výběru se však neprosazoval přes Irbeka Farnijeva. V roce 2005 přijal nabídku reprezentovat Bělorusko, kde působil jeho vzdálený příbuzný Soslan Gatcijev. V Bělorusku reprezentoval univerzitní klub v Grodně, kde ho vedl Oleg Gogol. V roce 2008 se třetím místem na první světové olympijské kvalifikaci v Martigny kvalifikoval ve váze do 66 kg na olympijské hry v Pekingu. V Pekingu prohrál ve čtvrtfinále s Ukrajincem Andrijem Stadnykem 1:2 na sety. Od roku 2009 na své předolympijské výsledky nenavazoval a v roce 2011 ho na pozici běloruské reprezentační jedničky nahradil Dagestánec Ali Šabanov. V roce 2012 prohrál s Šabanovem nominaci na olympijské hry v Londýně a vzápětí ukončil sportovní kariéru.

## Výsledky
| Olympijské hry     |    |   |   | — |   |   |   | — |     |    |     | úč. |     |     |   | —   |  |  |  |  |
| Mistrovství světa  | —  | — | — |   | — | — | — |   | úč. | 5. | úč. |     | úč. | úč. | — |     |  |  |  |  |
| Mistrovství Evropy | —  | — | — | — | — | — | — | — | 3.  | 2. | 1.  | úč. | —   | —   | — | úč. |  |  |  |  |
| MS juniorů         | —  | — | — | — | — |   |   |   |     |    |     |     |     |     |   |     |  |  |  |  |
| ME juniorů         | —  | — | — | — |   |   |   |   |     |    |     |     |     |     |   |     |  |  |  |  |
| MS dorostenců      | 2. |   |   |   |   |   |   |   |     |    |     |     |     |     |   |     |  |  |  |  |